# الکساندر لومائیا
الکساندر «کاخا» لومائیا (گرجی: ალექსანდრე [კახა] ლომაია) (زاده ۱۹۶۳) یک سیاستمدار و دیپلمات گرجی است که از ژانویه ۲۰۰۹ تا اکتبر ۲۰۱۲ به عنوان نماینده دائم گرجستان در سازمان ملل متحد خدمت می‌کرد. لومائیا به عنوان نماینده دائم با بیش از ۵۰ کشور جهان روابط دیپلماتیک برقرار کرد. وی سابقه وزارت آموزش و علوم و همچنین فعالیت در شورای امنیت ملی گرجستان را در کارنامه خود دارد.